# 新回龙镇
新回龙镇，是中华人民共和国广东省河源市东源县下辖的一个乡镇级行政单位。

## 行政区划
新回龙镇下辖以下地区：
洞源村、十洞村、立溪村、径尾村、留洞村、下洞村、小径村、甘背塘村、东星村和南山村。